# Pterocelastrus
Pterocelastrus är ett släkte av benvedsväxter. Pterocelastrus ingår i familjen Celastraceae.
Kladogram enligt Catalogue of Life:
| Pterocelastrus | \| \| Pterocelastrus echinatus \| \| \| \| \| \| Pterocelastrus rostratus \| \| \| \| \| \| Pterocelastrus tricuspidatus \| \| \| \| |
|                | \| \| Pterocelastrus echinatus \| \| \| \| \| \| Pterocelastrus rostratus \| \| \| \| \| \| Pterocelastrus tricuspidatus \| \| \| \| |
|                | Pterocelastrus echinatus |
|                | |
|                | Pterocelastrus rostratus |
|                | |
|                | Pterocelastrus tricuspidatus |
|                | |

## Bildgalleri

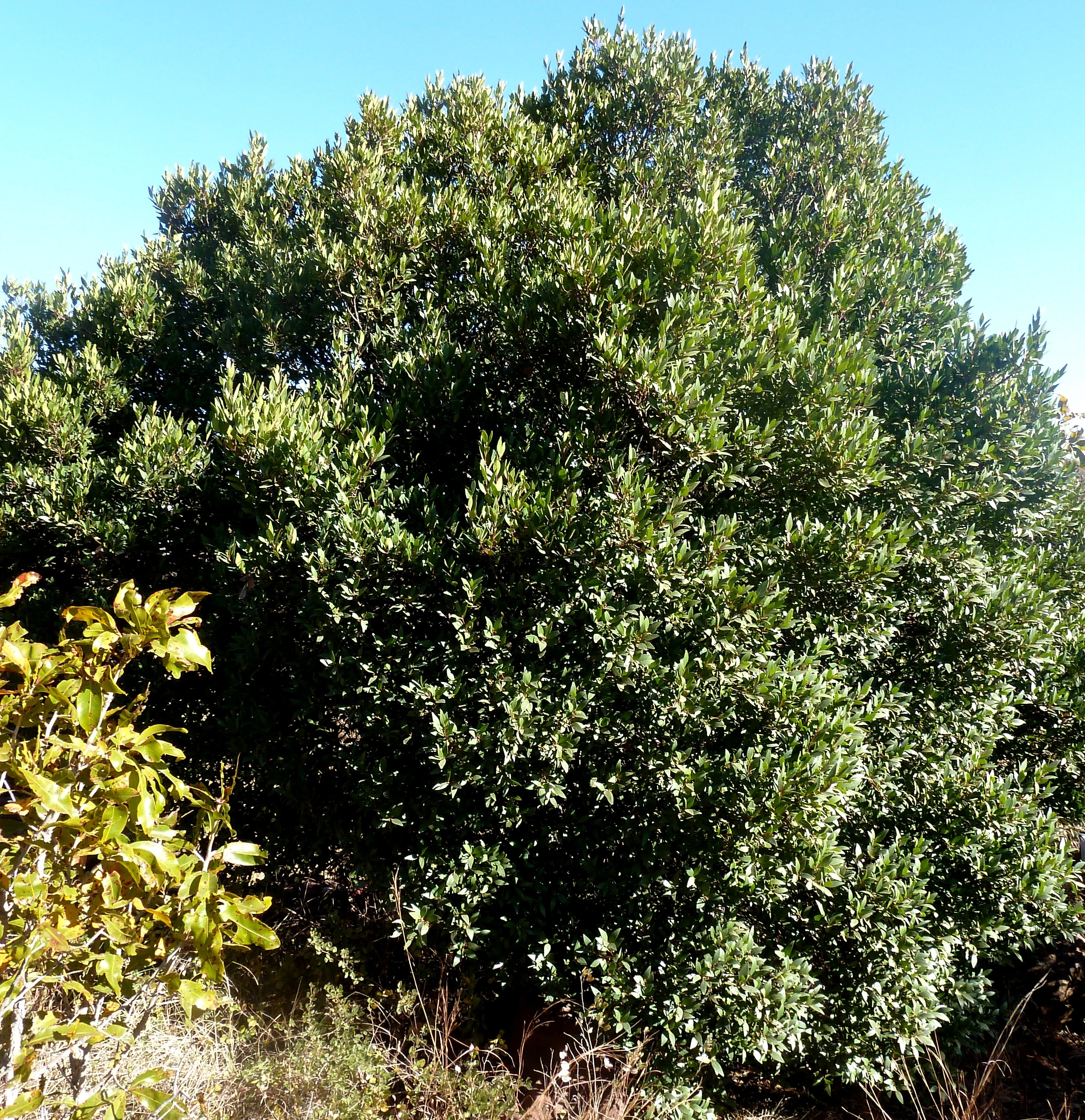
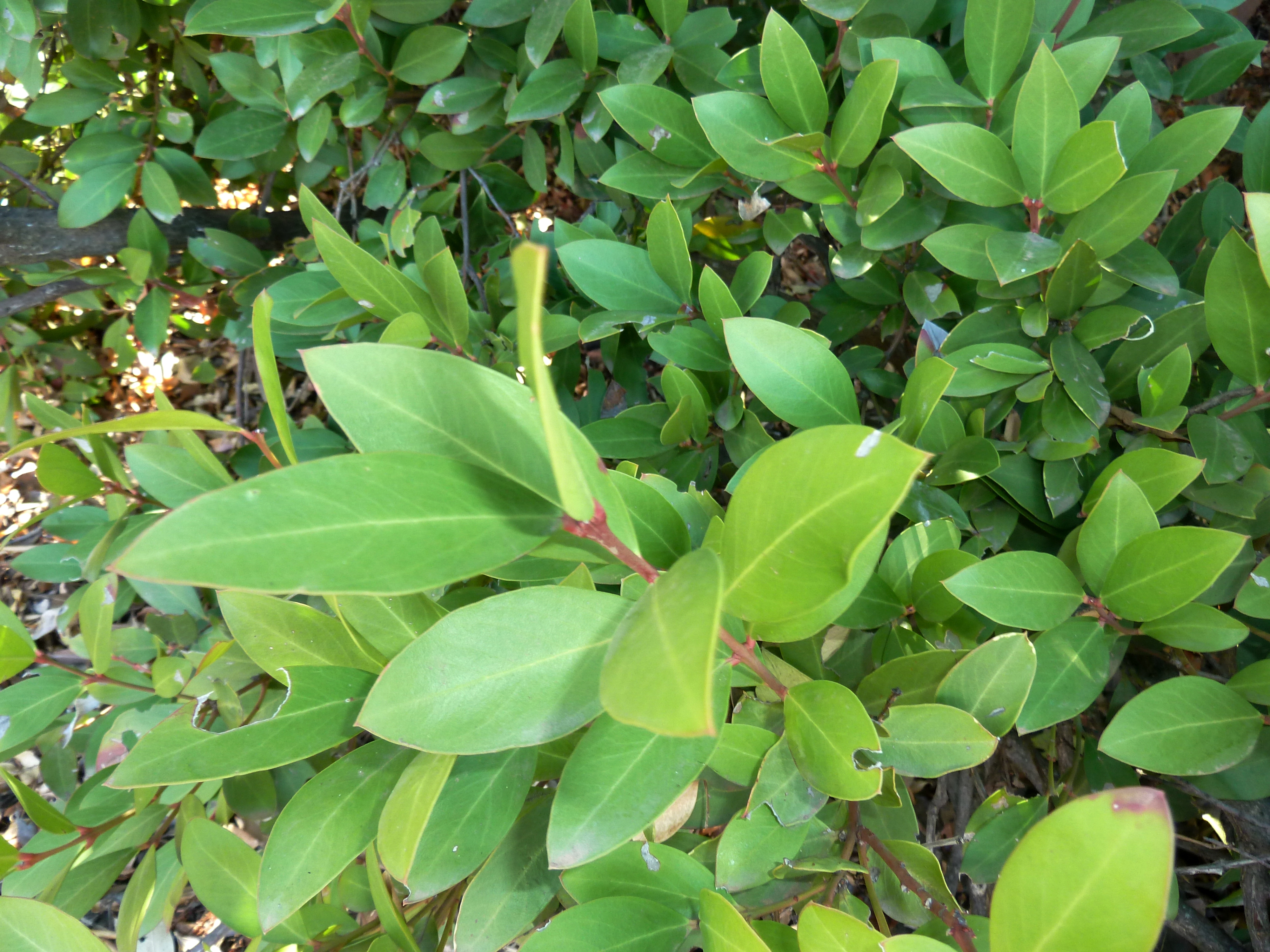
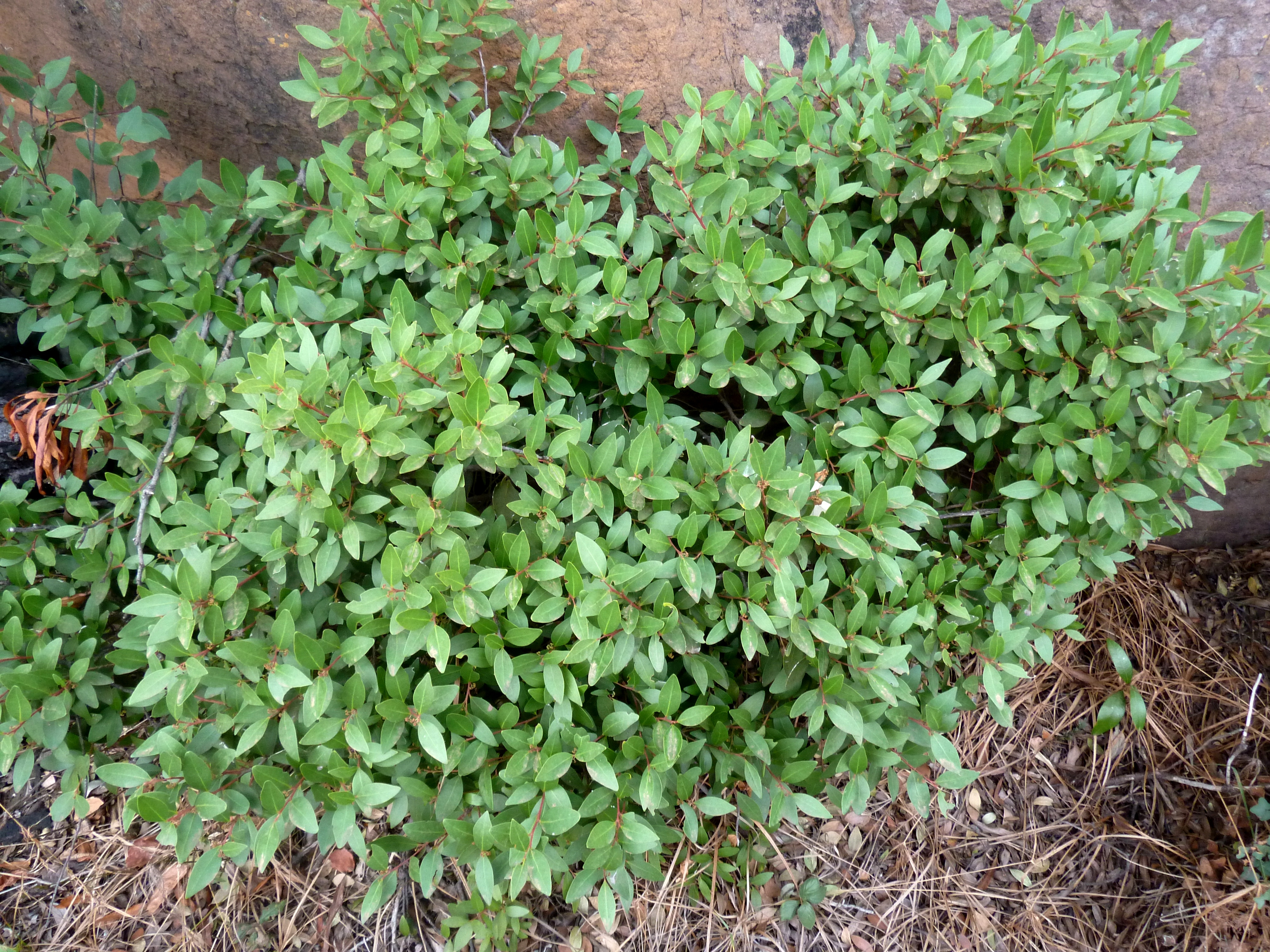
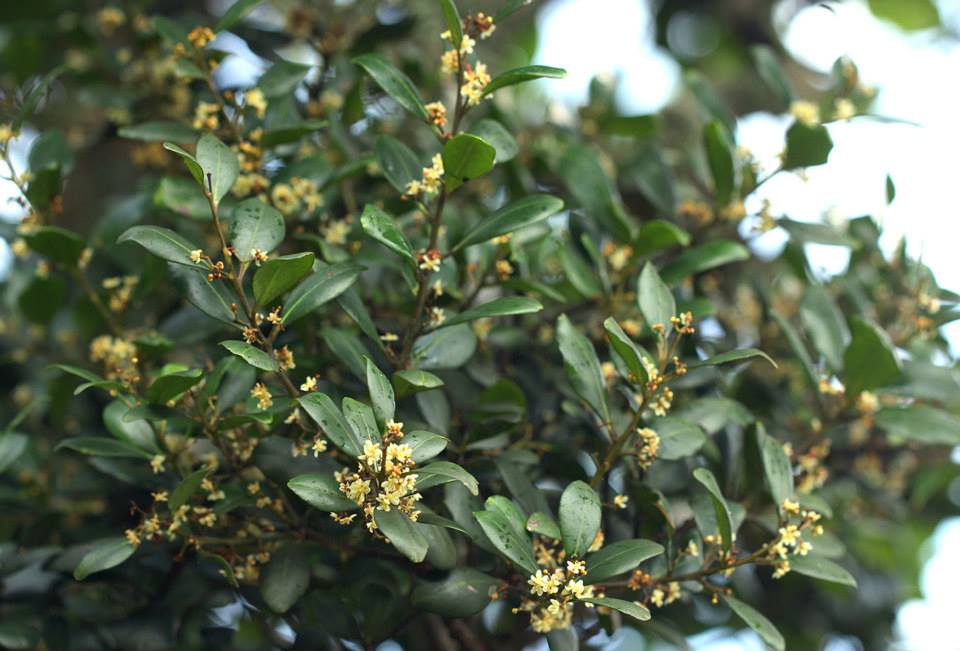
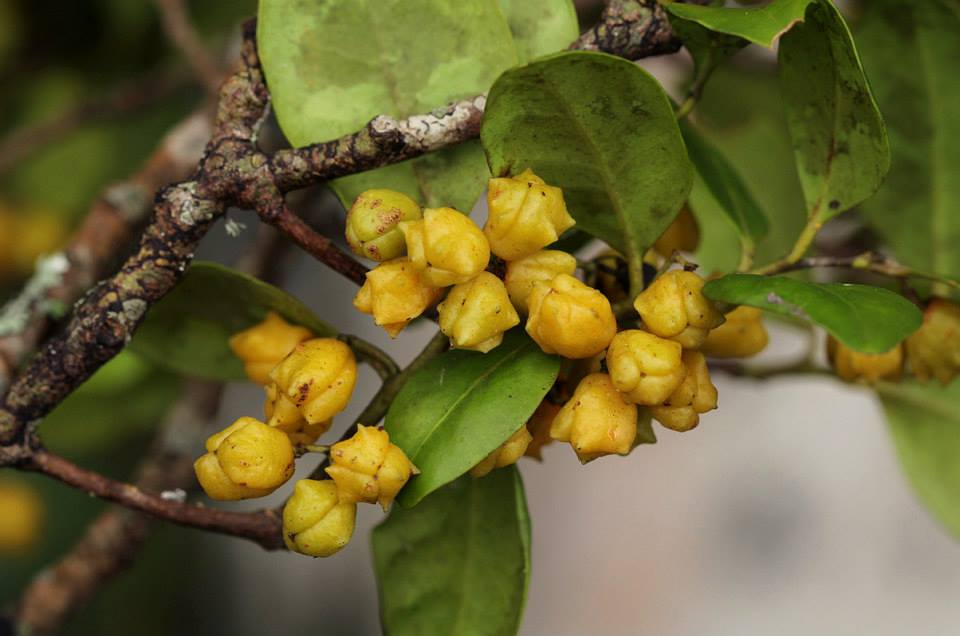
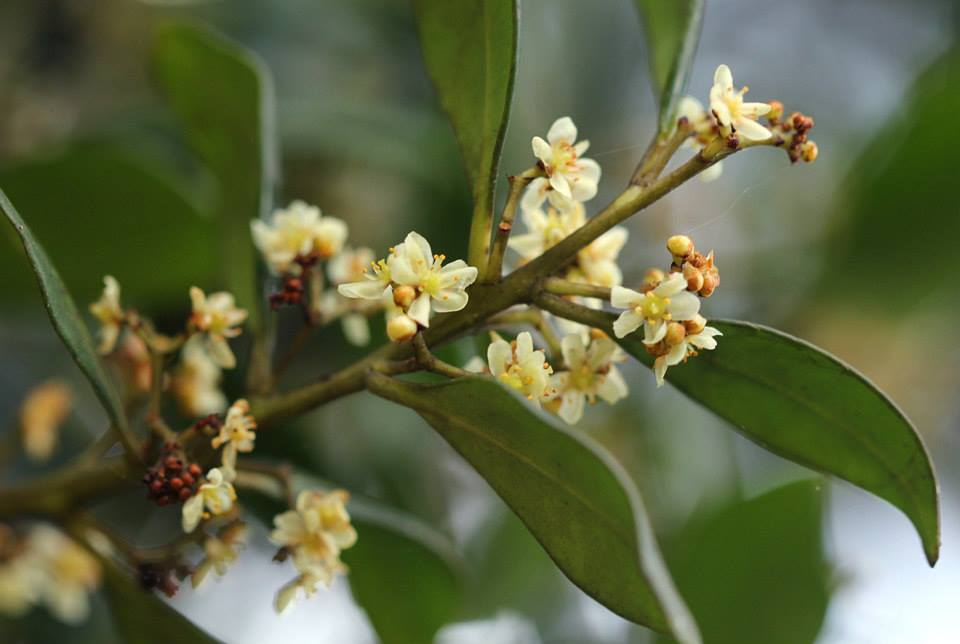